# Tidspatrullen
Tidspatrullen (engelska Time Squad) är en amerikansk animerad TV-serie skapad av Dave Wasson, som sänds både på Cartoon Network och Boomerang. Tittaren får följa åttaårige Otto Olsson (eng. Osworth) och hans kompanjoner Buck Tungruffel (eng. Tuddrussel) samt Larry 3000 på olika uppdrag, vilket bland annat inbegriper resor i tiden.